# Боске (округ)
О́круг Бо́ске (англ. Bosque county) — округ штата Техас Соединённых Штатов Америки. На 2000 год в нём проживало 17 204 человек. По оценке бюро переписи населения США в 2008 году население округа составляло 17 760 человек. Окружным центром является город Меридиан.

## История
Округ Борске был сформирован в 1854 году из части округа Мак-Леннан. Он был назван по названию реки Боске, образующей восточную границу округа.